# Ajmonia velifera
Ajmonia velifera är en spindelart som först beskrevs av Simon 1906.  Ajmonia velifera ingår i släktet Ajmonia och familjen kardarspindlar. Inga underarter finns listade i Catalogue of Life.